# Вайсенфельс (район)
Ва́йсенфельс (нем. Weißenfels) — район в Германии. Центр района — город Вайсенфельс. Район входит в землю Саксония-Анхальт. Занимает площадь 372,41 км². Население 74 077 чел. Плотность населения 200 человек/км².
Официальный код района 15 2 68.
Район подразделяется на 33 общины.

## Города и общины
1. Хоэнмёльзен (9 806)

Объединения общин
Управление Лютцен-Визенгрунд
1. Делиц (560)
2. Граншюц (1 143)
3. Гросгёршен (869)
4. Лютцен (3 658)
5. Мушвиц (1 175)
6. Позерна (406)
7. Риппах (685)
8. Рёккен (601)
9. Зёссен (239)
10. Штарзидель (710)
11. Тауха (649)
12. Цорбау (832)

Управление Залеталь
1. Бургвербен (1 066)
2. Гозек (1 124)
3. Гроскорбета (2 042)
4. Райхардтсвербен (1 286)
5. Шкортлебен (634)
6. Шторкау (592)
7. Тагевербен (823)
8. Уйхтериц (1 443)
9. Венгельсдорф (924)

Управление Фир-Берге-Тойхернер-Ланд
1. Грёбен (736)
2. Грёбиц (515)
3. Краушвиц (619)
4. Лангендорф (2 510)
5. Лайслинг (1 625)
6. Несса (1 018)
7. Приттиц (1 013)
8. Тойхерн (3 557)
9. Требниц (907)

Управление Вайссенфельзер-Ланд
1. Марквербен (704)
2. Вайсенфельс (30 046)